# 芦兰
芦兰（学名：Schoenorchis vanoverberghii），又名台湾匙唇兰、羞花兰，为兰科匙唇兰属下的一个种。它主要分佈於台灣南部、北部海拔1000米的森林地帶。芦兰的花小而多，而且為白色。